# شاي ميتشل
شاي ميتشل (بالإنجليزية: Shannon Ashley "Shay" Mitchell)‏ هي ممثلة كندية (من مواليد 10 أبريل 1987 في ميسيساغا، أونتاريو، كندا). بدأت مسيرتها الفنية عام 2009.، اشتهرت في العالم العربي من خلال المسلسل العائلي الكاذبات الصغيرات الجميلات (مسلسل)

## الحياة الشخصية
ولدت شاي ميتشل في ميسيساغا، أونتاريو كندا لأم فليبينية تدعى بريشوس غارسيا وأب اسكتلندي/ايرلندي مارك ميتشل. لديها أيضا نسب اسباني من كلا الجانبين من عائلتها. والديها يعملان في مجال التمويل. والدتها والتي هي من بامبانجا، غادرت الفلبين وهي في عمر 19 سنة.
لديها شقيق واحد اصغر منها واسمه شون. منذ نعومة اظفارها، اظهرت «شاي» اهتماما بالفن، وأعلنت ذلك لـوالديها. بدأت «شاي» تتعلم الرقص في الخامسة من عمرها، وقامت هي وعدة من زملائها بالمنافسة ضد مدارس تعليم الرقص الأخرى. وفي سن العاشرة، رحلت «شاي» وعائلتها إلى ويست فانكوفر، بريتيش كولومبيا.

## المسيرة الفنية
في اواخر سنوات المراهقة، قامت «شاي» بعروض لمجموعة متنوعة من الشركات في مدن مختلفة مثل بانكوك وهونغ كونغ وبرشلونة، لكنها عادت في وقت لاحق إلى تورنتو لدراسة التمثيل.

## الأعمال

### مسلسلات
- الكاذبات الصغيرات الجميلات
- بانكد
- غلي (مسلسل تلفزيوني)

## وصلات خارجية
- شاي ميتشل على موقع IMDb (الإنجليزية)
- شاي ميتشل على موقع ميتاكريتيك (الإنجليزية)
- شاي ميتشل على موقع روتن توميتوز (الإنجليزية)
- شاي ميتشل على موقع قاعدة بيانات الأفلام العربية
- شاي ميتشل على موقع ألو سيني (الفرنسية)
- شاي ميتشل على موقع ميوزك برينز (الإنجليزية)
- شاي ميتشل على موقع تيرنر كلاسيك موفيز (الإنجليزية)
- شاي ميتشل على موقع أول موفي (الإنجليزية)
- شاي ميتشل على موقع إن إن دي بي (الإنجليزية)
- شاي ميتشل على موقع قاعدة بيانات الفيلم (الإنجليزية)

- الموقع الإلكتروني